# Zakrament
Sveti zakrament je v krščanstvu sveto znamenje, ki ga je postavil Jezus Kristus, da nas posvečuje. Zakramenti se imenujejo tudi svete skrivnosti. Zakramente redno delijo škofje in duhovniki, v izjemnih primerih pa jih lahko podelijo tudi verniki. Večina krščanskih Cerkva razume zakramente kot simbol in sredstvo zaveze med Bogom in ljudmi.

## Etimologija
Beseda zakrament izhaja iz latinske besede sacramentum, ki je prvotno pomenila sveto prisego zvestobe in so jo uporabljali v rimski vojski za označitev zaprisege vojakov. Sčasoma je izgubila povezavo z vojaškim obredom. Kristjani prvih stoletij so jo uporabljali v širšem pomenu za različne verske obrede, da bi s tem izrazili svojo nepreklicno odločitev za Boga. Od 12. stoletja dalje se je pomen besede zožil na najpomembnejše zakramente, ki so podrobneje predstavljeni v nadaljevanju, ostali obredi, kot na primer blagoslov, pa so bili uvrščeni med zakramentale. Tako se že od Firenškega koncila (1439) in Tridentinskega koncila (1547) dalje beseda zakrament nanaša na sedem temeljnih obredov Cerkve. Za teologe vzhodnih Cerkva je beseda zakrament težko sprejemljiva - pri opisovanju istih stvarnosti raje govorijo o skrivnosti, češ da se Božjega delovanja v obredih ne da doumeti, ampak ostaja za človeka nekaj skrivnostnega. To je seveda pomemben vidik, a vseeno lahko med obema izrazoma potegnemo enačaj, kot je to že v 3. stol. storil oče latinskega teološkega izrazoslovja Tertulijan, ko je prvotno grško besedo starogrško μυστηριον - mysterion - skrivnost prevedel s sacramentum. Pomenljiv je tudi staroslovanski izraz, ki sta ga uporabila sveta brata Ciril in Metod, ko sta zakramente poimenovala svetstva, se pravi sredstva posvečenja.

## Sedem svetih zakramentov
Rimskokatoliška cerkev pozna naslednjih sedem svetih zakramentov, ki so razvrščeni v tri skupine:
Zakramenti uvajanja:

1. sveti krst

2. sveta evharistija

3. sveta birma

Zakramenta ozdravljanja:

4. sveta pokora

5. sveto bolniško maziljenje

Zakramenta služenja:

6. sveti red

7. sveti zakon

## Druge krščanske Cerkve
Tudi druge krščanske Cerkve poznajo zakramente, vendar je med njimi nekaj razlik zlasti glede prakse podeljevanja posameznih zakramentov (nekatere lahko podeli samo duhovnik, druge pa vsakdo), glede časa (v otroštvu/odraslosti, enkrat/večkrat oziroma kako pogosto) ter po načinu podeljevanja (razlike v samem obredu). 
Pravoslavne Cerkve priznavajo vseh sedem zgoraj navedenih zakramentov. Čeprav pri njih znanstvena refleksija o zakramentih ni tako razdelana, lahko rečemo, da se v bistvenih vprašanjih njihovo razumevanje ujema s katoliškim. Večje razlike so v praksi podeljevanja. Tako denimo sveti krst, sveto birmo in sveto evharistija vedno podelijo skupaj, največkrat že zelo majhnim otrokom. 
Protestanti nimajo enotnega pogleda na zakramente. Nekatere protestantske skupnosti poznajo samo dva zakramenta (po navadi sveti krst in sveto evharistijo), ostale obrede pa razumejo zgolj kot simbolna dejanja (obrede brez globljega Božjega delovanja). Nekatere protestantske skupnosti uvrščajo med zakramente še nekatere druge obrede, na primer obred umivanja nog.

## V slovenskih narečjih in pokrajinskih jezikih
| Prekmurščina Sedem sv. Sakramentov I. Krst. II. Potrdjenje (Férma). III. Oltársko Svestvo. IV. Pokora. V. Slednje Mazanje VI. Cérkveni Réd. VII. Hižni Zákon Molitvena Kniga, Zalozso Zvér János kniga v muraszombati; Trétja izdaja, ODOBRENA OD CÉRKVENE OBLÁSZTI, 1942. |

## Dodatna literatura
- Katekizem katoliške Cerkve, Slovenska škofovska konferenca, Ljubljana 1993, členi 1066-1690.
- Katekizem katoliške Cerkve. Kompendij, Slovenska škofovska konferenca, Ljubljana 2006, 218-356.